# アメリカオオバン
アメリカオオバン(亜米利加大鷭、学名：Fulica americana) は、ツル目クイナ科に分類される鳥類の一種である。

## 分布
基亜種はカナダ南部、アメリカとキューバ、ジャマイカで繁殖し、冬季は中央アメリカ、バハマ諸島などに渡り越冬する。

## 形態
体長約33-43cm。

## 生態
湖沼や潟、河川に生息する。繁殖期は番いと家族で生活し、縄張りを形成する。
主に水生植物を食べる他、昆虫類、軟体動物なども捕食する。
アシ原や水辺の茂み中に営巣し、1腹6-15個の卵を産む。同種の巣に托卵する習性がある。抱卵期間は22-24日で、雌雄協同で抱卵する。

## 亜種
4亜種に分類される。